# Trifolium alpinum
Il trifoglio alpino (Trifolium alpinum L., 1753) è una pianta erbacea perenne appartenente alla famiglia delle Fabacee.

## Etimologia
Il nome generico Trifolium deriva dal latino tres ("tre") e folium ("foglia"), in riferimento alla caratteristica forma della foglia. L'epiteto specifico alpinum si riferisce al suo habitat alpino.
A causa del sapore dolce della sua radice, simile alla liquirizia, è conosciuto in diverse lingue con nomi comuni che si traducono in "liquirizia di montagna", come réglisse des montagnes in francese e Regalèssia de muntanya in catalano.

## Descrizione
È una pianta erbacea perenne che forma densi cespi o cuscini. Possiede una robusta radice a fittone legnosa che può superare il metro di lunghezza e 1 cm di spessore. I fusti sono molto corti e spesso nascosti dalle guaine delle foglie. Le foglie sono ternate, divise in tre foglioline di forma da lanceolata a lineare, lunghe fino a 5 cm. L'intera pianta è glabra. I fiori, che compaiono da giugno ad agosto, sono profumati, lunghi 18–25 mm e disposti in capolini globosi che contano fino a dodici fiori singoli. La corolla è tipicamente di colore rosa-incarnato o cremisi chiaro, spesso con sfumature violacee. La radice ha un caratteristico sapore dolce, simile alla liquirizia.

## Fitochimica
I fiori di T. alpinum emanano una forte fragranza, descritta come piacevole e speziata. Questo aroma è il risultato di una complessa miscela di composti organici volatili. Ricerche su pascoli dominati da questa specie hanno dimostrato che il suo profilo volatile è insolitamente ricco per un membro della famiglia delle Fabaceae, generalmente considerata povera di tali composti. I tessuti della pianta contengono anche una varietà di composti fenolici non volatili, tra cui flavonoidi, isoflavoni e clovamidi.

## Ecologia
La forte fragranza della pianta è un adattamento multifunzionale al suo ambiente di alta quota. Essendo una specie autoincompatibile, dipende interamente dagli insetti per l'impollinazione e la produzione di semi. Il profumo intenso agisce come un segnale chimico a lunga distanza per attirare gli impollinatori, in particolare api da miele e bombi.
Gli stessi composti volatili che producono il profumo possono anche fungere da difesa chimica per scoraggiare gli erbivori. Inoltre, la produzione di questi metaboliti secondari (terpeni e fenoli) è una risposta fisiologica agli alti livelli di stress abiotico, come l'intensa radiazione UV, caratteristica delle alte quote.

## Distribuzione e habitat
Trifolium alpinum è originario delle Alpi, dei Pirenei e dell'Appennino settentrionale. Cresce in climi subalpini e alpini ad altitudini comprese tra 1700 e 2500 metri, talvolta fino a 3100 metri. Si trova tipicamente in prati rocciosi e pascoli alpini poveri, preferendo suoli profondi, caldi, acidi e poveri di nutrienti.

## Usi
Il trifoglio alpino è apprezzato come foraggio nutriente e digeribile per il bestiame, inclusi bovini, ovini, camosci e marmotte. Grazie alla sua radice a fittone molto profonda e alla sua capacità di azotofissazione, viene utilizzato anche in progetti di ripristino ecologico per stabilizzare il suolo su pendii erosi in alta quota.
In etnobotanica, la pianta è nota per la sua radice dal sapore dolce di liquirizia, che veniva tradizionalmente consumata come dolciume in alcune regioni alpine. Nella medicina popolare tedesca (Volksmedizin), un decotto della radice veniva usato per trattare disturbi al petto.

### Influenza sui prodotti caseari
Quando il T. alpinum viene pascolato dal bestiame, i suoi costituenti chimici unici vengono trasferiti nel latte e nei prodotti caseari derivati. I composti volatili della pianta conferiscono un aroma e un sapore distinti, un fenomeno confermato da studi che utilizzano sensori elettronici in grado di differenziare il latte in base al tipo di pascolo. Inoltre, il profilo specifico di acidi grassi e idrocarburi del trifoglio funge da affidabile biomarcatore chimico nel formaggio. I formaggi prodotti con latte di mucche al pascolo su praterie di T. alpinum possono essere identificati dal loro più alto contenuto di acidi grassi a catena dispari (C15, C17) e da un caratteristico rapporto di idrocarburi C29/C27. Questo trasferimento diretto di composti dalla pianta al prodotto finale convalida scientificamente il concetto di terroir, in cui la flora locale contribuisce alle qualità sensoriali uniche e pregiate dei formaggi alpini regionali.